# 생명정보
생명정보(生命情報)는 생정보의 동의어로서 생물의 유전자 정보를 위주로한 분자, 화학, 조직, 장기 및 개체에 관한 정보를 말한다.

## 같이 보기
- 생물다양성
- 생물소재
- 유전체정보